# Louis-Philippe d'Orléans (1725-1785)
 (juillet 2024).
Si vous disposez d'ouvrages ou d'articles de référence ou si vous connaissez des sites web de qualité traitant du thème abordé ici, merci de compléter l'article en donnant les références utiles à sa vérifiabilité et en les liant à la section « Notes et références ».
Pour les articles homonymes, voir Louis-Philippe d'Orléans.
Titre
Duc d'Orléans
4 février 1752 – 18 novembre 1785
(33 ans, 9 mois et 14 jours)
Signature
Louis-Philippe d'Orléans, dit Le Gros, né à Versailles le 12 mai 1725 et mort à Seine-Port le 18 novembre 1785, est un prince et un militaire français sous l'Ancien Régime. Il fut duc de Chartres, puis à la mort de son père, duc d'Orléans. Il sera également duc de Valois, duc de Nemours ainsi que duc de Montpensier. Par son fils, il est le grand-père du futur roi des Français Louis-Philippe Ier.

## Biographie

### Enfance
Louis-Philippe d'Orléans est né au château de Versailles le 12 mai 1725. Fils unique de son père Louis d'Orléans et de son épouse Auguste de Bade-Bade, il est alors titré duc de Chartres dès sa naissance. Il avait une sœur, Louise-Marie d'Orléans, mais qui mourut au château de Saint-Cloud en 1728, âgée d'un an et huit mois. Le père de Louis-Philippe, fidèle à son épouse, se fit de plus en plus pieux et devint reclus en vieillissant. Âgé de quinze ans, le jeune duc de Chartres tomba amoureux d'Henriette de France.
En tant que fille aîné du roi Louis XV encore non mariée, elle était nommée  « Madame ». Elle partageait cette passion avec le duc de Chartres. Il voulut l'épouser mais le cardinal de Fleury voyait dans ce projet la source de complications politiques graves. Le monarque avait un fils unique, et, en cas de disparition de celui-ci, la maison d'Orléans et le roi d'Espagne Philippe V pouvaient prétendre au trône de France. C'était rapprocher de trop près les Orléans du pouvoir. Le mariage ne se fit donc jamais. D'un tempérament docile, Henriette y renonça. Elle mourut en 1752.

### Mariage
Louis-Philippe épouse finalement le 17 décembre 1743 Louise-Henriette de Bourbon-Conti, une cousine éloignée. Ce fut un choix désespéré qui ne haussait en rien le prestige de la maison d'Orléans et qui, au contraire, y faisait entrer encore plus de sang des bâtards du roi Louis XIV. Le duc d'Orléans pensait du moins que la jeune fille, élevée dans un couvent, serait un modèle de vertus chrétiennes. Elle se révéla au contraire un modèle de dévergondage et suscita un scandale permanent. Trois enfants, à la légitimité contestée, naquirent de cet union :
1. Une fille (12 ou 13 juillet 1745 - 14 décembre 1745) ;
2. Louis-Philippe d'Orléans (1747-1793), futur « Philippe-Égalité » et père de  Louis-Philippe Ier;
3. Bathilde d'Orléans, qui épousa Louis VI Henri de Bourbon-Condé, prince de Condé.

Encore Philippe-Égalité n'hésita-t-il pas à affirmer publiquement sous la Révolution qu'il n'était pas le fils de Louis « le Gros » mais celui d'un cocher du Palais-Royal, ce qui était peu probable si l'on en juge par la ressemblance frappante entre le père et le fils. Par ailleurs, Louis d'Orléans, le grand-père, ne croyait pas à la légitimité de ses propres petits-enfants. Pour se consoler, le duc, de son côté, se mit en ménage avec Madame de Villemomble, qui lui donna cinq enfants naturels qui furent élevés avec beaucoup de soin par la famille d'Orléans : 
1. Louis-Étienne de Saint-Farre, comte-abbé de Saint-Farre ;
2. Louis-Philippe de Saint-Albin, comte-abbé de Saint-Albin ;
3. Marie-Périnne-Étiennette d'Auvilliers, qui épousa un officier des dragons d'un régiment de son père, François-Constantin de Brossard, écuyer commandant de l'écurie de Monsieur le duc d'Orléans[1];
4. Deux jumelles, les demoiselles de Mérainville, qui entrèrent ensuite en religion.

La duchesse d'Orléans mourut prématurément de tuberculose en 1759 à l’âge de trente-deux ans. Elle fut inhumée en l'église Notre-Dame du Val-de-Grâce.

### Charge militaire
Servant dans les armées françaises lors de la guerre de Succession d'Autriche, il se distingua lors des campagnes de 1742, 1743 et 1744 ainsi qu'à la bataille de Fontenoy en 1745. À la suite du décès de sa première épouse, il se retira en son château de Bagnolet, où il recevait la société littéraire. Sur les champs de bataille, la duchesse d'Orléans avait accompagné son mari, alors même qu'elle était enceinte. Lorsque son père mourut, il reprit son titre de duc d'Orléans. Le nouveau duc devint également premier prince du sang.

### Second mariage

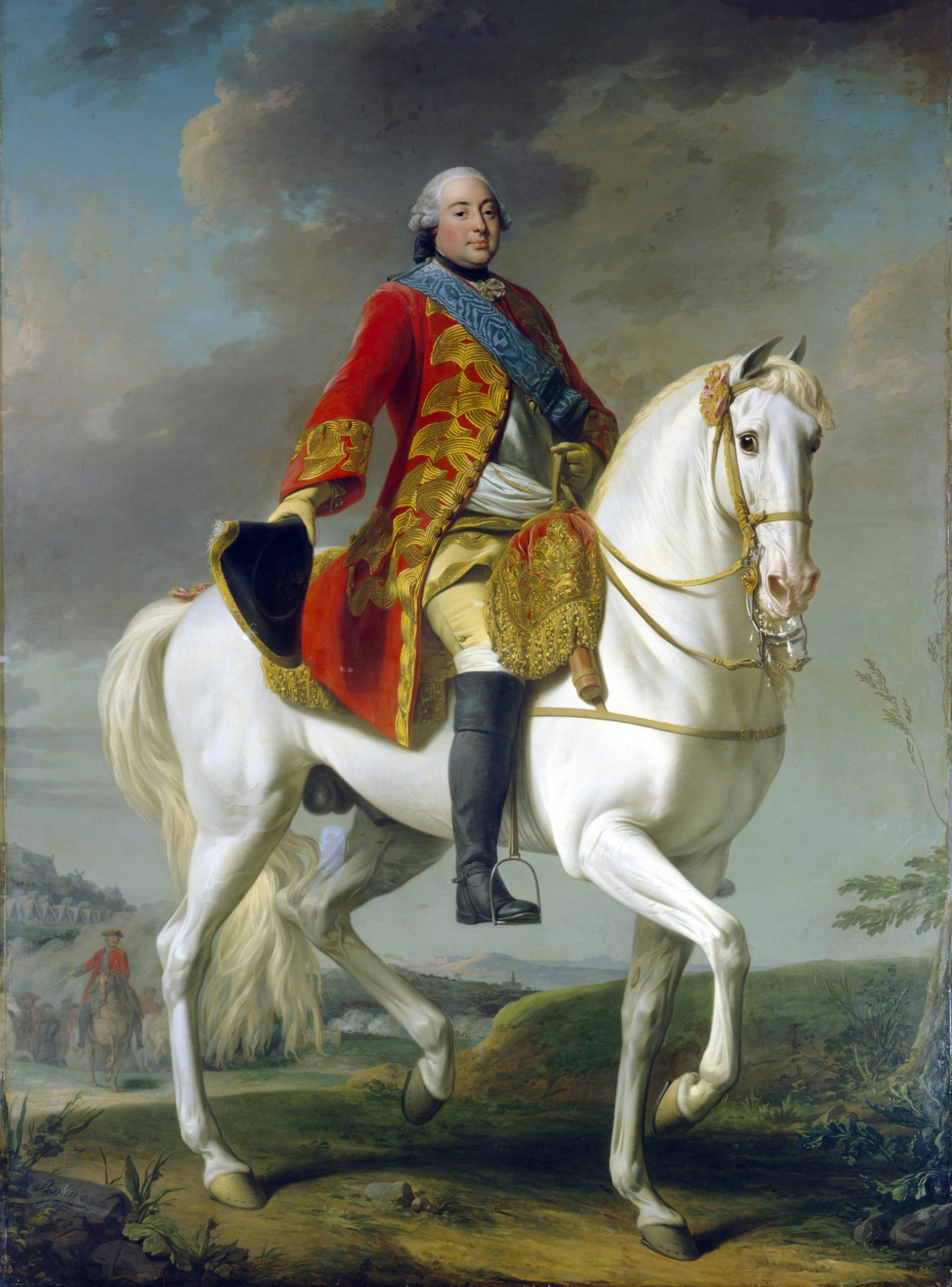
Louis-Philippe, duc d'Orléans, saluant son armée sur le champ de bataille par Alexandre Roslin, 1757.

Louis-Philippe prit pour maîtresse en titre Madame de Montesson, veuve du marquis de Montesson, qui l'appelait « Gros-Père ». Pendant des années, il tenta d'obtenir de Louis XV la permission de l'épouser ; le roi n'y consentit qu'en 1772, et à la condition expresse que le mariage ne fût que morganatique et que Madame de Montesson ne devînt pas duchesse, ce qui fit dire que n'ayant ainsi pas pu la faire duchesse, il s'était fait marquis de Montesson. Après le mariage, qui eut lieu en 1773, le duc d'Orléans et sa nouvelle épouse durent quitter le Palais-Royal et le château de Saint-Cloud, leur présence étant devenue incompatible avec l'étiquette.
Ils vécurent discrètement entre la maison que le duc possédait à Bagnolet et le château de Sainte-Assise, cadeau de mariage offert à Madame de Montesson, situé à Seine-Port (actuel département de la Seine-et-Marne) au bord de la Seine. En ce lieu, en dépit de plusieurs années d'intriques, elle ne reçut jamais de visite du roi et de la reine, Marie-Antoinette refusant même de descendre de sa barque sur le fleuve à l'approche du château.

### Fin de vie
Louis XV avait ajouté à l'apanage de la maison d'Orléans l'hôtel de Grand-Ferrare à Fontainebleau, le comté de Soissons et les seigneuries de La Fère, Marle, Ham, Saint-Gobain, le Canal de l'Ourcq et puis l'hôtel Duplessis-Châtillon à Paris, entre 1740 et 1766. En 1780, Louis Philippe offre à son fils le Palais-Royal, cadeau qui marque ainsi leur réconciliation après la rupture provoquée par le second mariage du duc. Dans les nombreuses maisons du duc, le couple reçoit des nobles, des dramaturges ou des scientifiques comme la duchesse de Lauzun, ainsi que la comtesse d'Egmont, le marquis de Lusignan, ou encore le mathématicien d'Alembert.

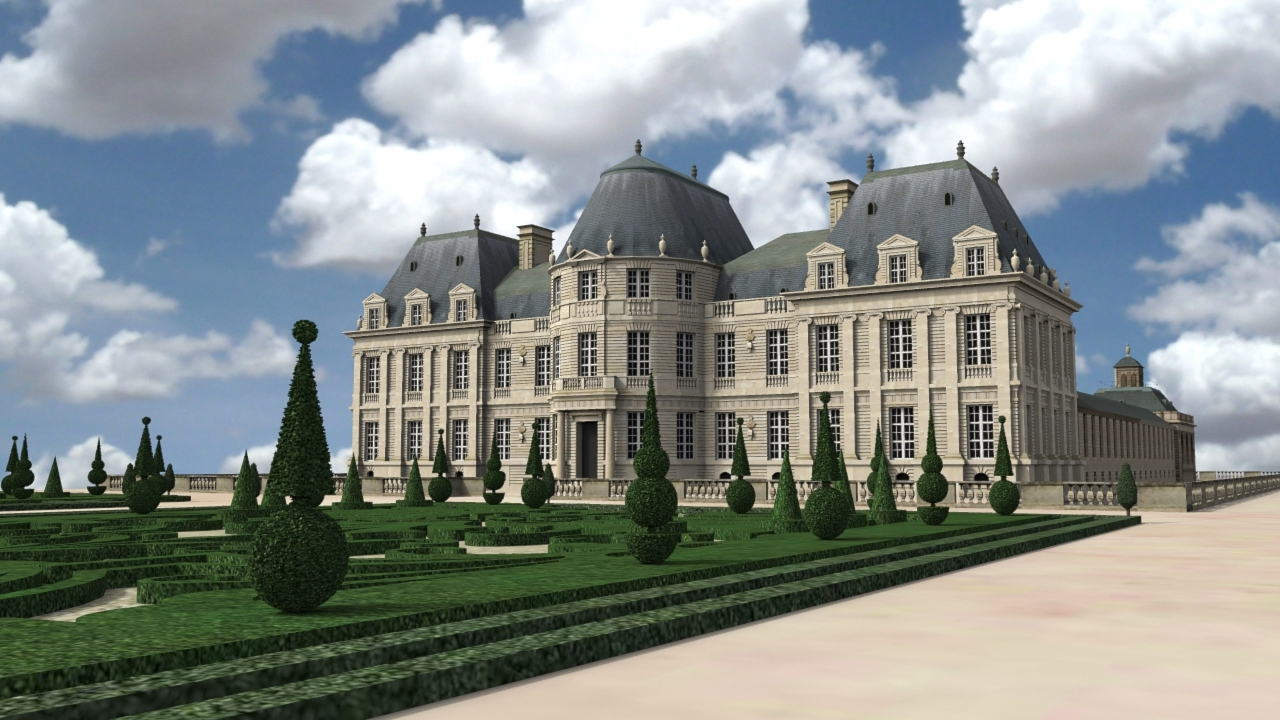
Vue du château du Raincy de biais, du côté du parterre par Franck Devedjian, 2014.

Il passa les dernières années de sa vie dans sa maison de Bagnolet, protégeant les savants et les gens de lettres, et jouant souvent lui même la comédie. Ce prince éclairé favorisait les découvertes. Homme de biens, il distribuait d'importantes sommes aux nécessiteux. Le baron de Benseval disait alors du duc d'Orléans : 

« M. le duc d'Orléans révoltait souvent ses amis par la faiblesse de son caractère, et le peu de noblesse qu'il mettait quelquefois dans sa conduite ; mais il se les attachait par la bonté extrême qui était le fond de son caractère, et par les services qu'il leur rendait, autant que sa timidité pouvait le lui permettre. »

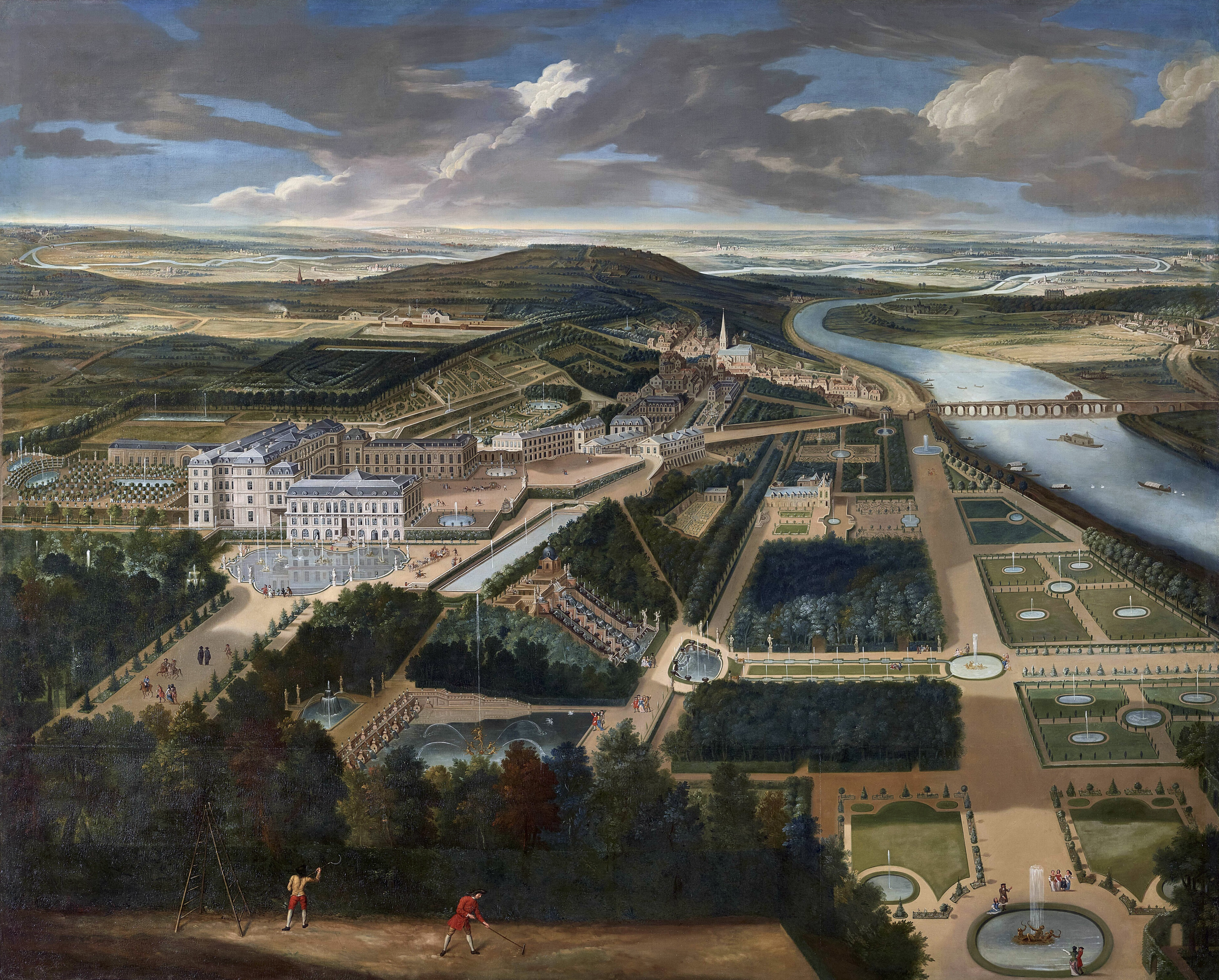
Vue cavalière du château et du parc de Saint-Cloud vers 1675 par Étienne Allegrain, 1675.

Il augmenta les biens de la maison d'Orléans en achetant le château de Raincy aux héritiers du marquis de Livry. En février 1785, sur l'insistance de Louis XVI et avec l'aide de Madame du Barry, le duc d'Orléans est forcé de vendre son château de Saint-Cloud, propriété de la famille depuis Philippe d'Orléans (1640-1701), à Marie-Antoinette, pour six millions de livres, un prix bien inférieur au coût initial. Le splendide château avait été complètement ignoré depuis la mort de Louise-Henriette. Entouré de tous les membres de sa famille immédiate, Louis-Philippe s'éteint le 18 novembre 1785, au château de Saint-Assise, âgé de soixante ans.

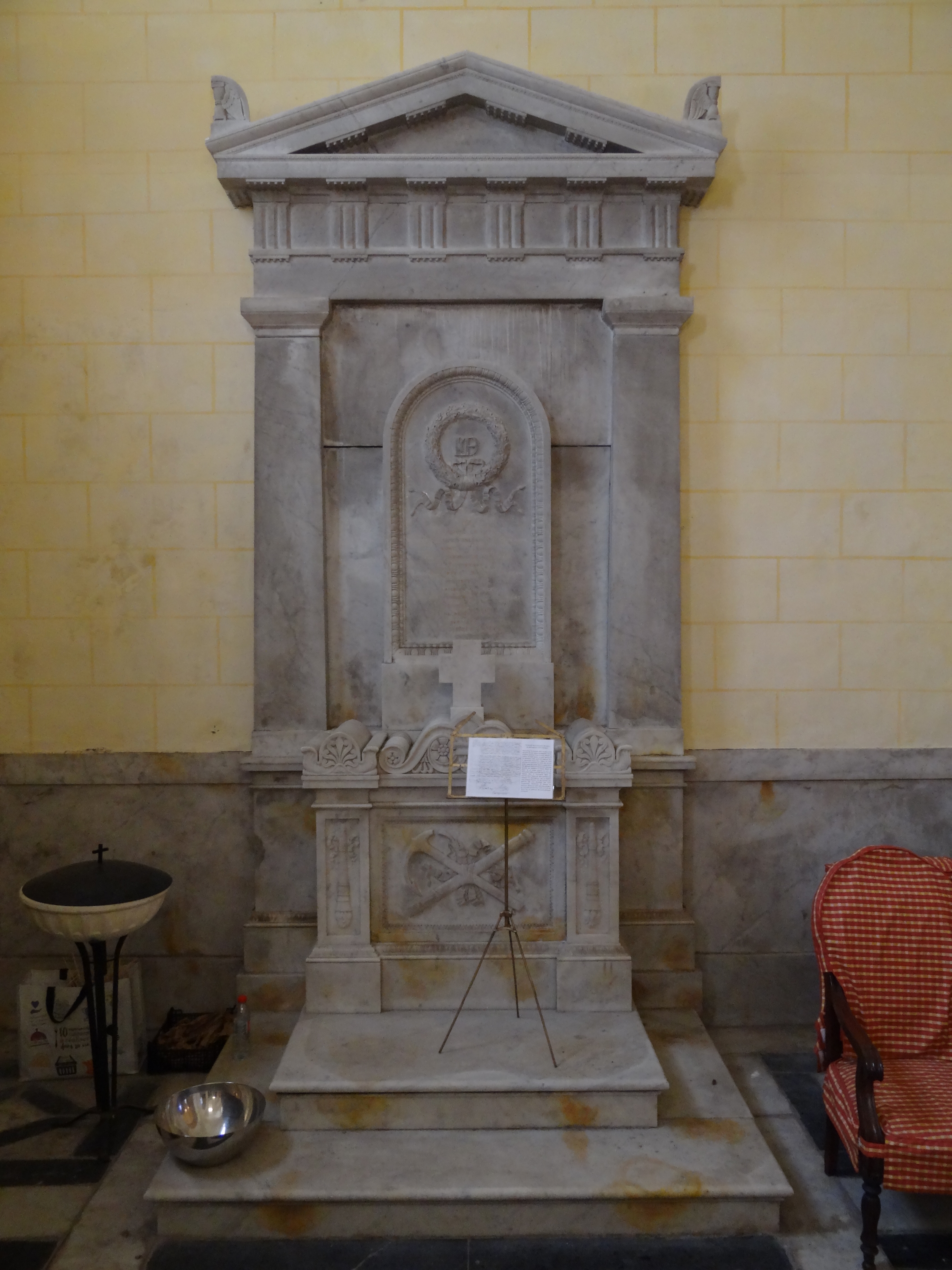
Le monument contenant le cœur et les entrailles de Louis-Philippe d'Orléans dans l'église Saint-Sulpice de Seine-Port (Seine-et-Marne).

Son corps est inhumé au Val-de-Grâce tandis que son cœur et ses entrailles sont déposés dans la chapelle Saint-Louis de l'église Saint-Sulpice de Seine-Port. En 1834, son petit-fils le roi Louis-Philippe Ier fera élever un monument en marbre blanc pour accueillir les restes princiers.

## Titulature et décorations

### Titulature
- 12 mai 1725 - 4 février 1752 : Son Altesse Sérénissime Louis-Philippe d'Orléans, prince du sang, duc de Chartres ;
- 4 février 1752 - 18 novembre 1785 : Son Altesse Sérénissime Louis-Philippe d'Orléans, premier prince du sang, duc d'Orléans.

### Décorations dynastiques
Royaume d'Espagne
| Ordre de la Toison d'Or | Chevalier de l'ordre de la Toison d'Or (1752) |

 Royaume de France
| Ordre du Saint-Esprit | Chevalier des ordres du Roi (5 juin 1740) |